# Maurice Harvey

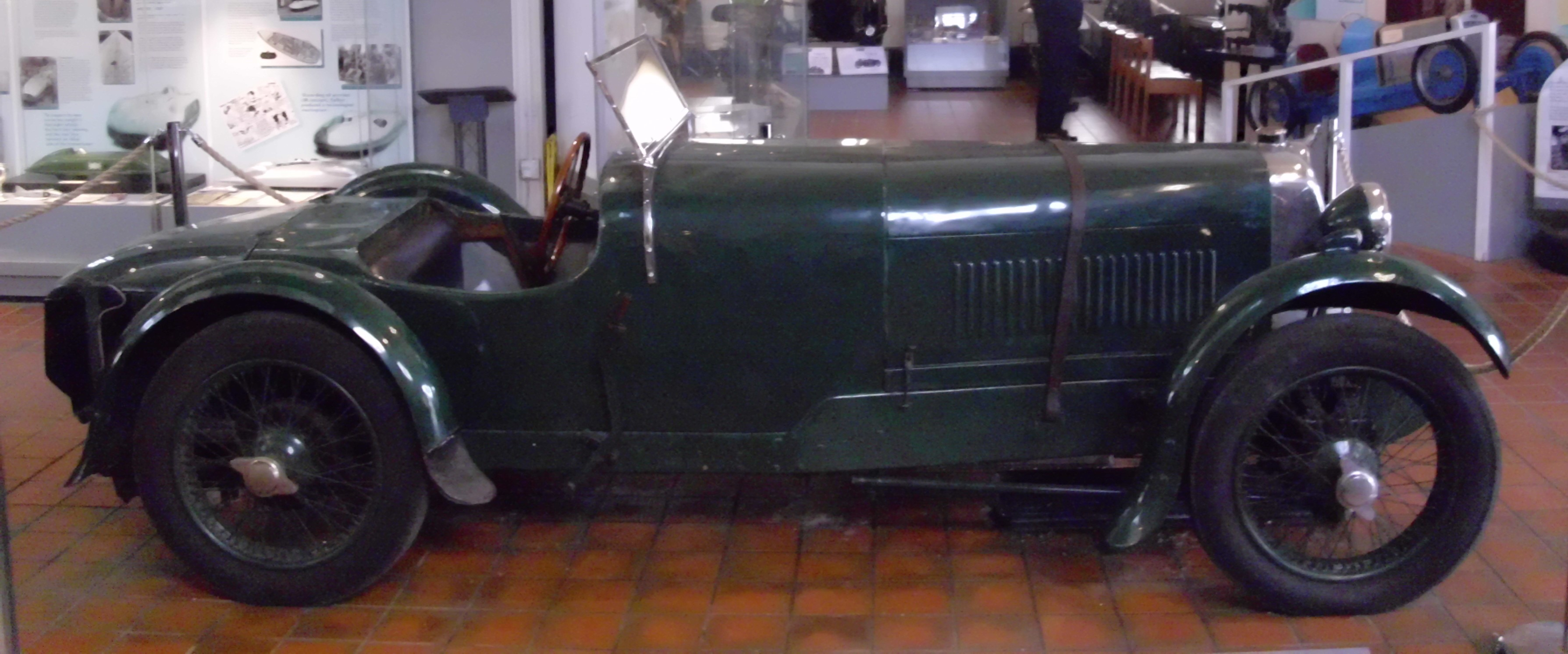
Alvis FWD, wie ihn Maurice Harvey 1928 fuhr

Major Cyril Maurice Harvey (* März 1895 in Clifton Down; † 2. August 1936 in St Keverne) war ein britischer Autorennfahrer.

## Karriere als Rennfahrer
Maurice Harvey hatte ein ereignisreiches und von seinen engsten Freunden als „glücklos“ bezeichnetes Leben. Im Ersten Weltkrieg erlitt er eine schwere Gasvergiftung und geriet in deutsche Kriegsgefangenschaft, aus der er jedoch entfliehen konnte.
In den 1920er-Jahren arbeitete er als Vertriebsrepräsentant für die in Coventry ansässige Alvis Car and Engineering Company Ltd und ging als deren Werksfahrer bei Sportwagenrennen an den Start. 1923 gelang ihm Historisches, als er mit dem Erfolg beim 200-Meilen-Rennen von Brooklands als erster Brite nach dem Ersten Weltkrieg ein internationales Rennen gewann. Auf derselben Rennbahn gewann er 1927 das 250-Meilen-Rennen. Zweimal startete er beim 24-Stunden-Rennen von Le Mans. 1928 kam er mit Partner Harold Purdy in einem Alvis mit Frontantrieb als Gesamtsechster ins Ziel. Als Werksfahrer von Aston Martin klassierte er sich 1931 als Gesamtfünfter.
Die Schattenseite seiner Karriere waren die vielen Unfälle, die nicht selten ihren Ursprung in einer ungestümen Fahrweise hatten. Ein schwerer Zwischenfall beim 1000-Meilen-Rennen von Brooklands 1932, bei dem er erhebliche Verletzungen erlitt, beendete seine Fahrerkarriere. Maurice Harvey war zweimal verheiratet. Seine erste Frau starb bei einem Autounfall, von seiner Zweiten lebte er getrennt. Während eines Campingurlaubs in Cornwall im August 1936 beging er Suizid, nachdem er am Tag davor einen Reitunfall hatte.

## Statistik

### Le-Mans-Ergebnisse
| Jahr | Team                              | Fahrzeug                      | Teamkollege       | Platzierung            | Ausfallgrund |
| ---- | --------------------------------- | ----------------------------- | ----------------- | ---------------------- | ------------ |
| 1928 | Alvis Car and Engineering Company | Alvis FA12/50                 | Harold Purdy      | Rang 6 und Klassensieg |              |
| 1931 | Aston Martin Car Ltd.             | Aston Martin 1½ International | Augustus Bertelli | Rang 5 und Klassensieg |              |